# 駒ヶ根市立中沢小学校
駒ヶ根市立中沢小学校（こがまねしりつ なかざわしょうがっこう）は、長野県駒ヶ根市にある公立小学校である。旧校舎は駒ヶ根市立博物館の付属施設である駒ヶ根市民俗資料館となっている。

## 沿革
- 1871年 - 中沢学校創立
- 1874年 - 円光寺内に三友学校大曽支校創立
- 1883年 - 三友学校大曽支校中山中原に移転し中沢学校楢橋支校と改称
- 1909年 - 中沢尋常小学校新校舎完成
- 1914年 - 中沢学校楢橋支校が中沢尋常小学校東分校と改称。南分教場設置
- 1941年 - 中沢国民学校と改称
- 1947年 - 中沢村立中沢小学校と改称
- 1954年 - 駒ヶ根市立中沢小学校と改称
- 1964年 - 南分校を統合
- 1969年 - 東分校を統合
- 1982年 - 現校舎完成

## 周辺
- 駒ヶ根市民俗資料館 - 駒ヶ根市立博物館の付属施設
- 長野県道49号駒ヶ根長谷線

## 学校関係者

### 教職員
- 田中ふさ子 - 元教員。生活綴方運動。